# أهل سييلة

تعديل مصدري - تعديل

أهل سييله هي إحدى قرى عزلة أحور بمديرية أحور التابعة لمحافظة أبين، بلغ تعداد سكانها 37 نسمة حسب تعداد اليمن لعام 2004.